# Triumph Dolomite
La Triumph Dolomite è una vettura di medie dimensioni prodotta dalla casa automobilistica inglese Triumph dall'ottobre del 1972 all'agosto 1980. L'auto è una berlina sportiva quattro porte con motore anteriore quattro cilindri in linea e trazione posteriore.

## Il contesto
La Dolomite fu l'ultimo modello che la Triumph aggiunse alla gamma di piccole vetture nota come "Project Ajax", che debuttò nel 1965 con la Triumph 1300. Lanciata sul mercato per sostituire la Triumph Herald, la 1300 monta un motore da 1296 cm³ di cilindrata abbinato, al contrario della Herald che sostituiva, alla trazione anteriore. Nel settembre del 1970 fu introdotto il modello successivo, la Triumph 1500, ancora con la trazione anteriore ma con cilindrata del motore maggiorata a 1493 cm³ e linea completamente rinnovata da Giovanni Michelotti, con nuovi frontale e parte posteriore. Sebbene di successo, la 1300 non raggiunse mai le vendite della Herald a causa del prezzo elevato e della meccanica complessa. Per questi motivi, sempre nel settembre del 1970, fu lanciata la Triumph Toledo, che era un modello dalla meccanica più tradizionale, con motore anteriore e trazione posteriore.

## I modelli

### La prima Dolomite: la 1850HL

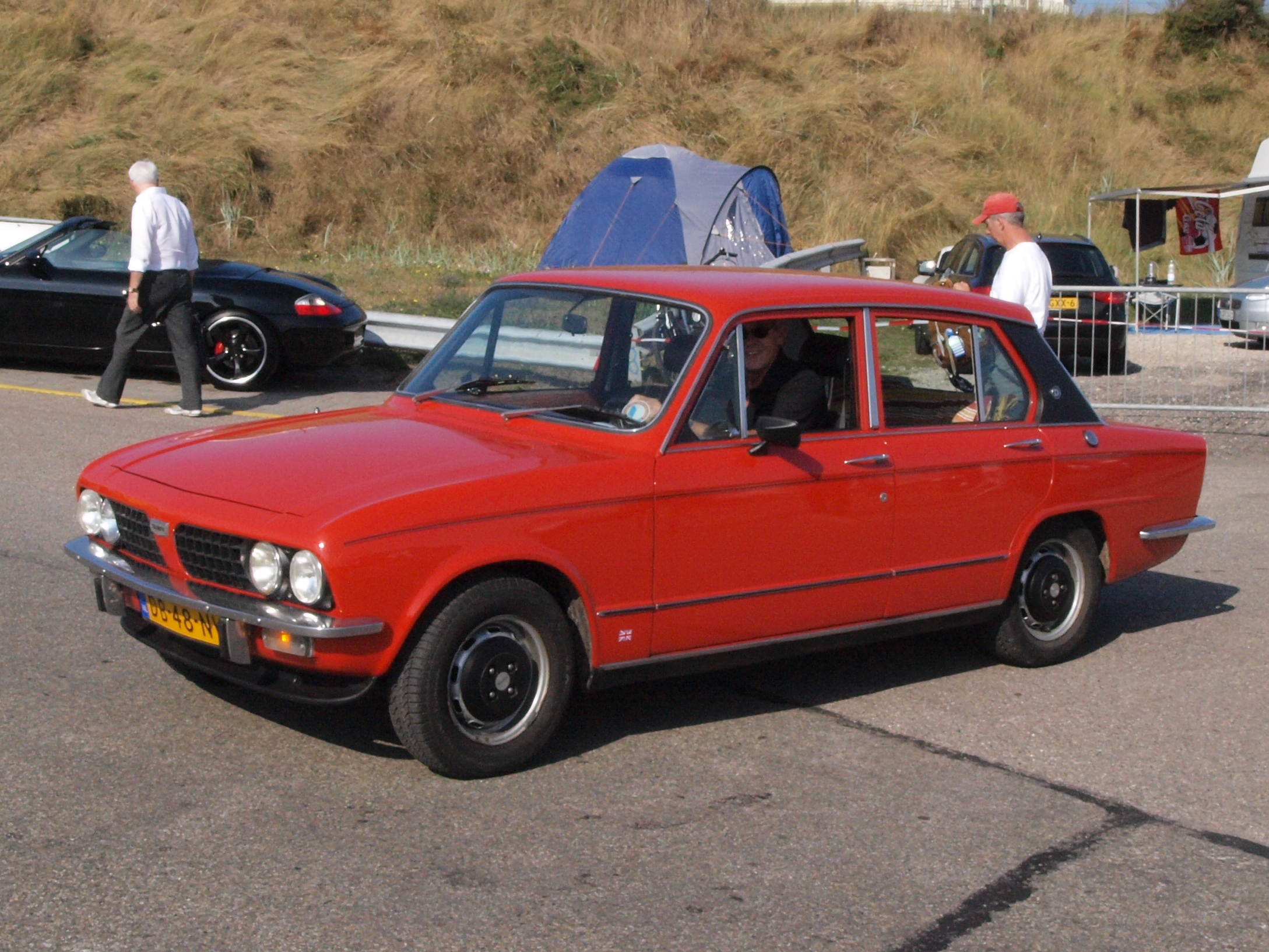
Una Triumph Dolomite

Progettata per essere il modello successore della Triumph 1500 e della Triumph Vitesse, la Dolomite venne presentata al salone dell'automobile di Londra nell'ottobre del 1971. A causa però di scioperi negli impianti produttivi, la Dolomite entrò in produzione solo nell'ottobre del 1972. Il nome "Dolomite" era già stato utilizzato dalla Triumph per delle automobili prodotte prima della seconda guerra mondiale. La carrozzeria della nuova Dolomite deriva da quella della 1500 mentre la maggior parte delle componenti meccaniche proviene dalla Triumph Toledo.
La prima Dolomite, prodotta dal 1972 al 1980 in 79.010 esemplari, monta un motore quattro cilindri in linea 1854 cm³ di cilindrata con testata in lega leggera e monoblocco in ghisa che eroga 91 CV di potenza. Questa è una versione aggiornata del motore già montato dalla Saab 99. La Dolomite venne lanciata per competere nella fascia di mercato automobilistico occupata da modelli lussuosi e con prestazione brillanti, come la BMW 2002 e la Ford Cortina GXL. La vettura britannica fu perciò offerta con un equipaggiamento di alto livello caratterizzato daː fanali anteriori sdoppiati, orologio, strumentazione completa, i sedili e tappetini lussuosi, sbrinatore per il lunotto e accendisigari. Tra gli optional erano disponibili l'overdrive per il cambio manuale a 4 marce di serie e il cambio automatico.
La Dolomite era in grado di raggiungere una velocità massima di 160 km/h ed aveva un'accelerazione da 0 a 60 km/h di 11 secondi.
Il modello successivamente venne denominato "Dolomite 1850HL" per differenziarlo dalle quasi omonime vetture commercializzate in seguito.

### La Dolomite Sprint

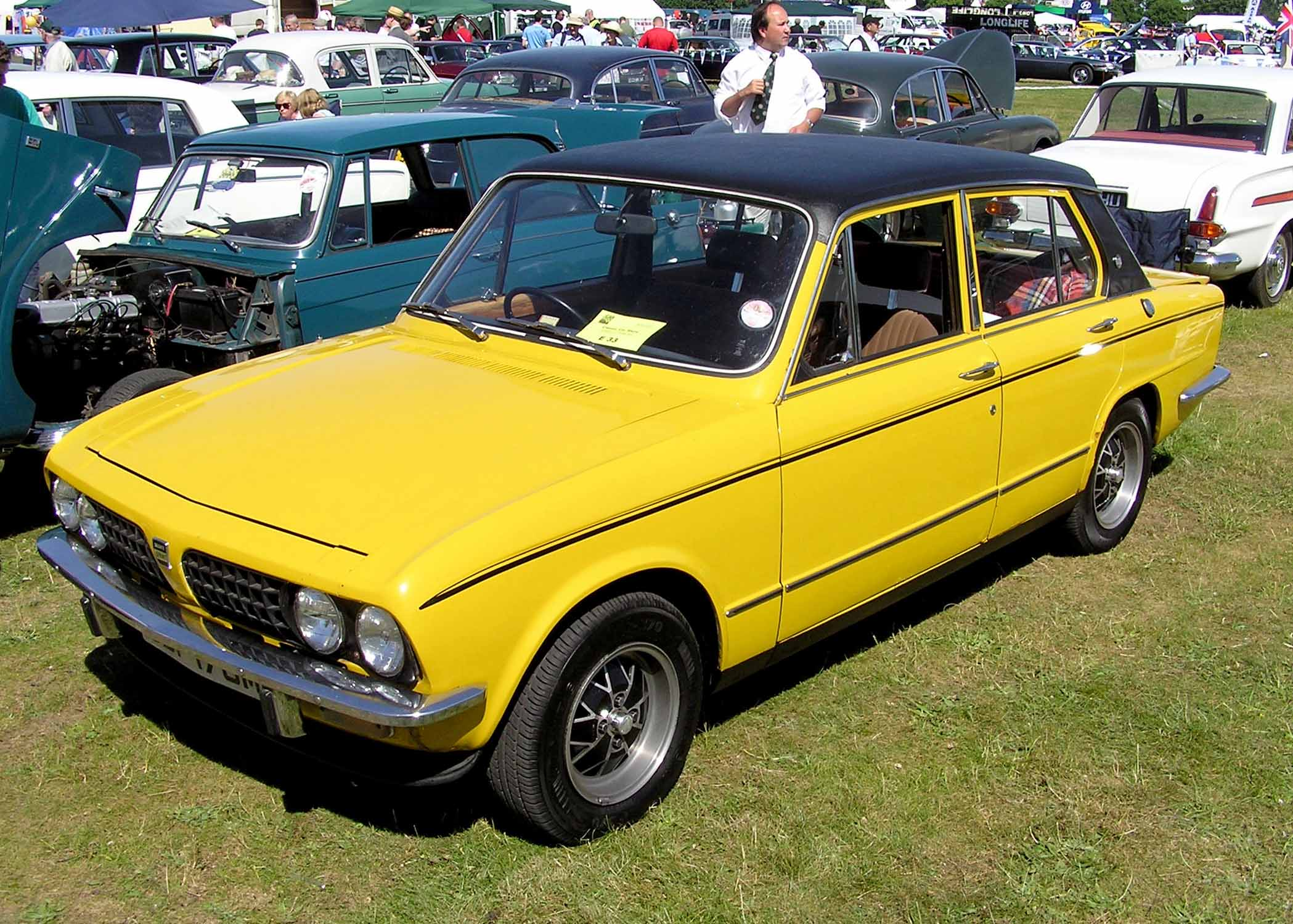
Una Dolomite Sprint del 1973

Sebbene la Dolomite fosse una vettura dalle buone prestazioni alcuni modelli concorrenti, come la BMW 2002 o l'Alfa Romeo Alfetta, erano più brillanti. Ciò portò ad un calo del prestigio del marchio Triumph e, per rimediare, quest'ultima lanciò nel giugno del 1973 la più sportiva Dolomite Sprint, con motore maggiorato fino a 2 litri e, per la prima volta su un'auto di serie, testata a sedici valvole. Fino al 1980 vennero assemblati 22.941 esemplari di questa versione, perciò la Dolomite Sprint è considerata la prima vettura al mondo prodotta in serie in grandi numeri a montare un motore plurivalvole.
Una squadra di ingegneri guidata da Charles Spencer King sviluppò per la Dolomite Sprint il motore quattro cilindri in linea della 1850 maggiorando la cilindrata a 1998 cm³ e dotandolo di un'inedita testata a sedici valvole. Le quattro valvole per cilindro erano mosse da un singolo albero a camme in testa e da lunghi bilancieri in luogo del più comune schema bialbero, perciò il design della testata vinse il premio Design Council nel 1974.

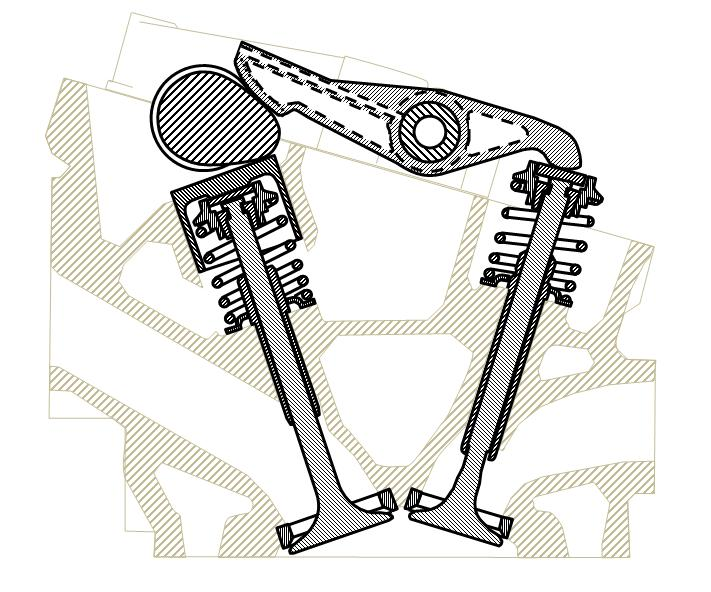
La sezione trasversale della testata 16 valvole monoalbero a camme in testa della Dolomite Sprint

Grazie alla cilindrata maggiore, alle sedici valvole e ai carburatori maggiorati, la potenza crebbe a 127 BHP (129 CV DIN) e anche le prestazioni ne giovarono. In particolare accelerava da 0 a 60 MPH (circa 96 Km/h) in circa 8,4 secondi mentre toccava i 192 km/h di velocità massima. L'equipaggiamento era simile a quello della Dolomite 1850HL, con l'aggiunta di cerchi in lega (altra novità per una vettura britannica prodotta in serie), tettuccio in vinile, doppio terminale di scarico e assetto ottimizzato. I sedili foderati in tessuto furono poi montati anche sulla Dolomite 1850HL.
A causa della maggior potenza erogata dal nuovo motore, il resto della meccanica fu adeguato per resistere alla coppia maggiore. Ad esempio, furono rinforzati cambio e differenziale, i freni furono aggiornati con l'installazione di nuovi materiali di attrito e la maggiorazione dei tamburi posteriori, e il sistema di raffreddamento venne migliorato, ciò nonostante questo componente portava facilmente il motore al surriscaldamento. Come sulla 1850HL, tra gli optional erano disponibili l'overdrive per il cambio manuale a 4 marce di serie e il cambio automatico.
Al momento del lancio, il prezzo della Dolomite Sprint era di 1740 sterline, conveniente rispetto a quello della BMW 2002, superiore di circa 1000 sterline nonostante avesse prestazioni paragonabili. Inoltre, la Dolomite Sprint era anche più pratica grazie alle quattro porte, contro le due del modello BMW.
Dal maggio 1975 l'overdrive ed i vetri azzurrati furono montati di serie e tutte le Dolomite Sprint vennero dotate di un ornamento laterale adesivo e di uno specchietto retrovisore lato guidatore. Tra gli optional erano ora disponibili i poggiatesta anteriori. Dal marzo del 1976 i poggiatesta e la radio furono offerti di serie mentre nel 1980, a causa dell'entrata in vigore di una nuova legge, vennero installati i retronebbia.
Come molti altri modelli della British Leyland, anche sulla Dolomite Sprint era possibile installare componenti sportivi per migliorare le prestazioni tra cui carburatori più grandi, un albero a camme dal profilo sportivo e un sistema di scarico maggiorato. Nel 1977 qualche decina di Triumph TR7 furono assemblate con il motore 16V della Dolomite Sprint.

### La Dolomite 1300 e la Dolomite 1500

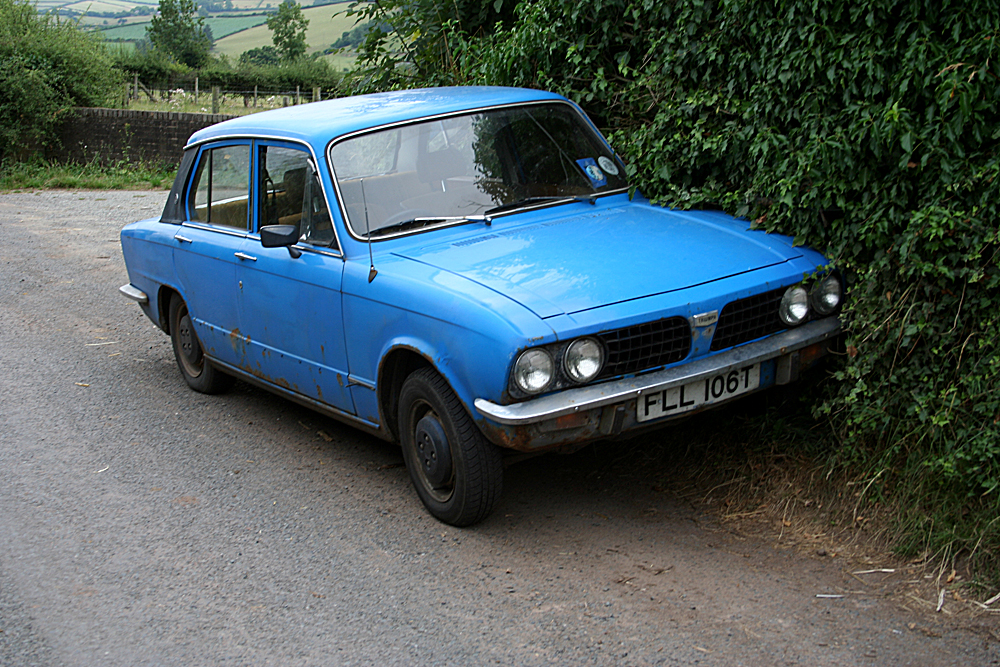
Una Triumph Dolomite 1500HL

Nel 1976 furono introdotte la Dolomite 1300 e 1500, prodotte fino al 1980 rispettivamente in 32.031 e 70.021 esemplari, che si aggiunsero alle già citate 1850HL e Sprint e completarono la gamma Dolomite.
In contemporanea la gamma, divenuta ormai troppo complessa, visti i molti modelli con nomi simili ma specifiche diverse, fu razionalizzata come segue:
- Dolomite 1300: modello ed allestimento base. Singoli fanali anteriori e motore 1296  cm³ di cilindrata
- Dolomite 1500: come la 1300, ma con motore 1493 cm³
- Dolomite 1500HL: allestimento di lusso ma motore 1493 cm³
- Dolomite 1850HL: allestimento di lusso e motore 1850 cm³
- Dolomite Sprint: versione ad alte prestazioni con allestimento di lusso e motore a 16 valvole 1998 cm³

La Dolomite 1300, che sostituì la Toledo come modello base della gamma, montava il motore 1296  cm³ che era stato sviluppato partendo da quelli della Herald e della Spitfire. La carrozzeria della Dolomite 1300 era identica a quella della Dolomite 1850 ma la 1300 mantenne i fanali anteriori quadrati singoli, la strumentazione essenziale, gli inserti in legno del cruscotto ed i tappetini della Toledo. L'equipaggiamento di serie comprendeva i sedili reclinabili, l'accendisigari e lo specchietto retrovisore lato guidatore. Per la Dolomite 1300 non erano disponibili né versioni due porte (a differenza della Toledo) né, tra gli optional, overdrive ed cambio automatico.
L'altro modello commercializzato nel 1975 fu la Dolomite 1500, che sostituì la 1500 e 1500 TC, con le stesse specifiche della Dolomite 1300, tranne che per il motore, un 1493 cm³ dotato di due carburatori. Fu anche commercializzata una versione speciale, la Dolomite 1500HL, che univa l'allestimento lussuoso della 1850HL al motore 1493 cm³ della 1500. La versione HL aveva un equipaggiamento superiore rispetto a quello della Dolomite 1500 standard, dato che era dotata di contagiri, voltmetro, indicatori del livello del carburante e della temperatura separati, orologio, volante e sedili regolabili in altezza, poggiatesta e un bracciolo tra i sedili anteriori. Le prestazioni su entrambe le 1500 erano buone, ed erano disponibili tra gli optional l'overdrive per il cambio manuale a 4 marce di serie e il cambio automatico.
Con il passaggio dalla 1500 alla Dolomite 1500 stranamente la trazione passò da anteriore a posteriore, dato che in quel periodo la maggior parte delle auto stava passando alla trazione anteriore.

### La fine degli anni settanta e la Dolomite SE

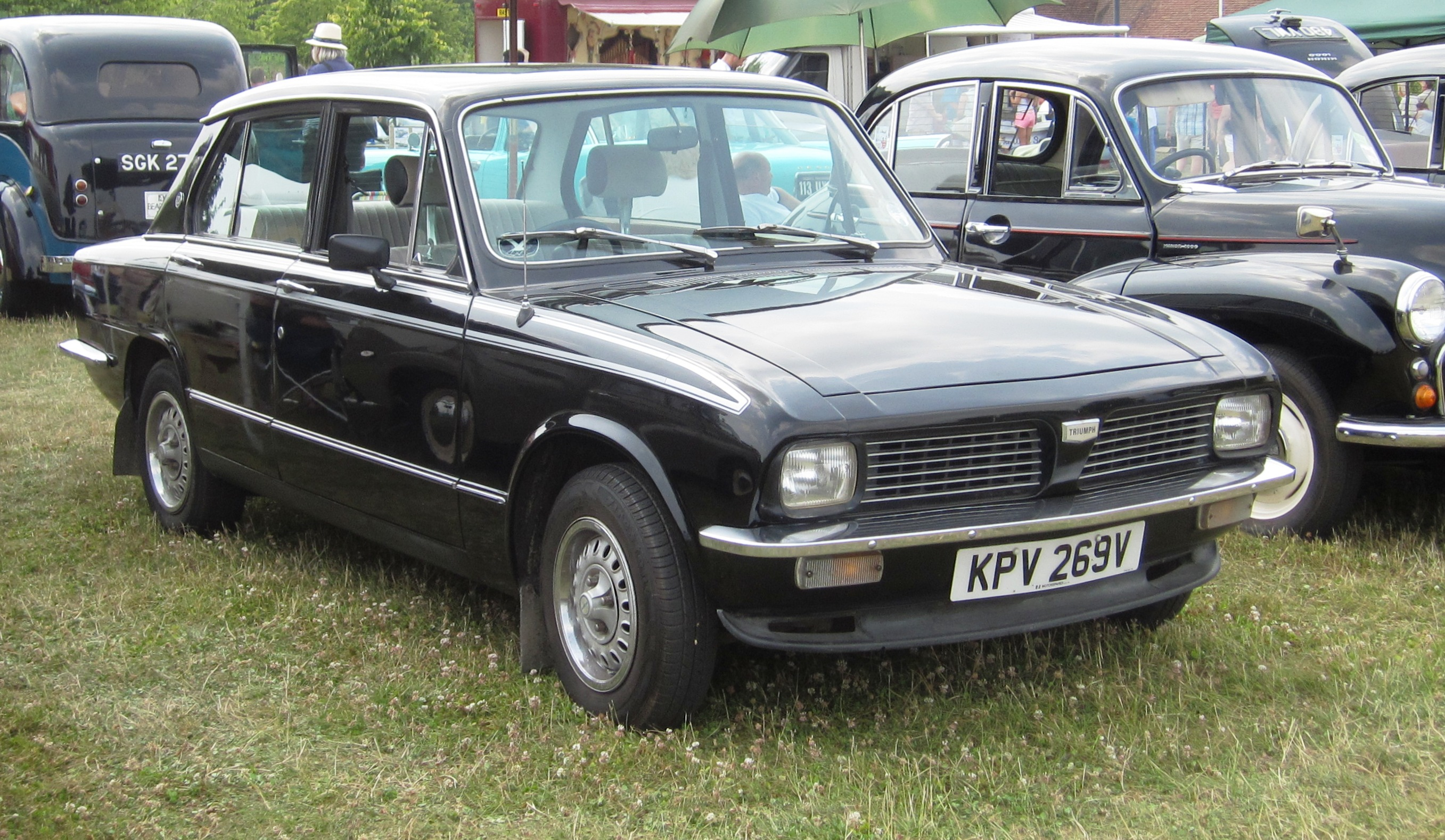
Una Triumph Dolomite 1500 SE del 1980

Le versioni della Dolomite cambiarono poco nella seconda metà degli anni settanta e gli aggiornamenti più importanti furono un lieve cambiamento della linea e l'aggiunta di altro equipaggiamento alla dotazione di serie.
Nel 1979 sulla base della Dolomite 1500 fu introdotta la versione speciale Dolomite SE, Special Equipement di cui vennero prodotti 2.163 esemplari. Gli interni erano lussuosi con cruscotto in legno e di sedili rivestiti in velluto. Tutti gli esemplari erano di verniciati di nero con una striscia laterale adesiva argento con la scritta "SE" posizionata alla fine dei parafanghi posteriori, uno spoiler anteriore e ruote speciali.
Nel 1980 cessò la produzione di tutte le Dolomite sia perché già alla fine degli anni settanta la vettura era percepita dal mercato come un modello superato sia perché si era ormai formata una cattiva reputazione per la sua scarsa affidabilità. La Dolomite venne sostituita dalla Acclaim, un clone Honda che fu l'ultima berlina prodotta dalla Triumph.

## Le competizioni

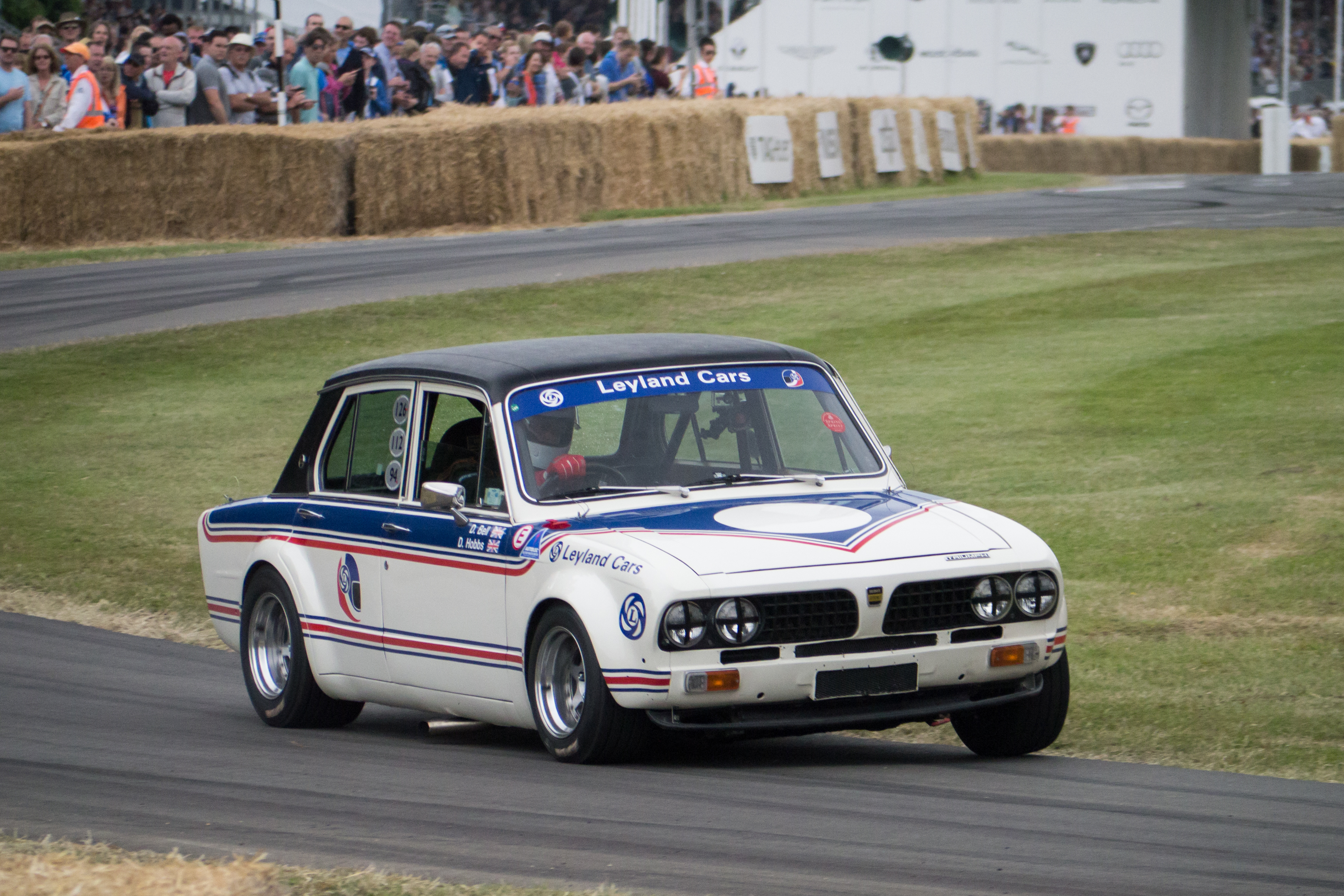
Una Dolomite Sprint del 1976 che ha partecipato a gare di rally

La Dolomite Sprint partecipò al British Touring Car Championship dal 1974 al 1978 che vinse con Andy Rouse nel 1975. Una Dolomite Sprint guidata sempre da Andy Rouse e Tony Dron giunse quinta alla 24 Ore di Spa del 1974, mentre nel settembre dello stesso anno Dron arrivò terzo al Tourist Trophy.
La Dolomite Sprint partecipò anche a diversi rally fino al 1977 ma a causa del peso eccessivo e dei problemi di affidabilità del motore ebbe poco successo. I ritiri erano frequenti, tanto che nel 1974 la Dolomite Sprint non terminò una gara. Tra i risultati più importanti si annovera il secondo posto al Tour of Britain 1975.

## Le vetture derivate dalla Dolomite

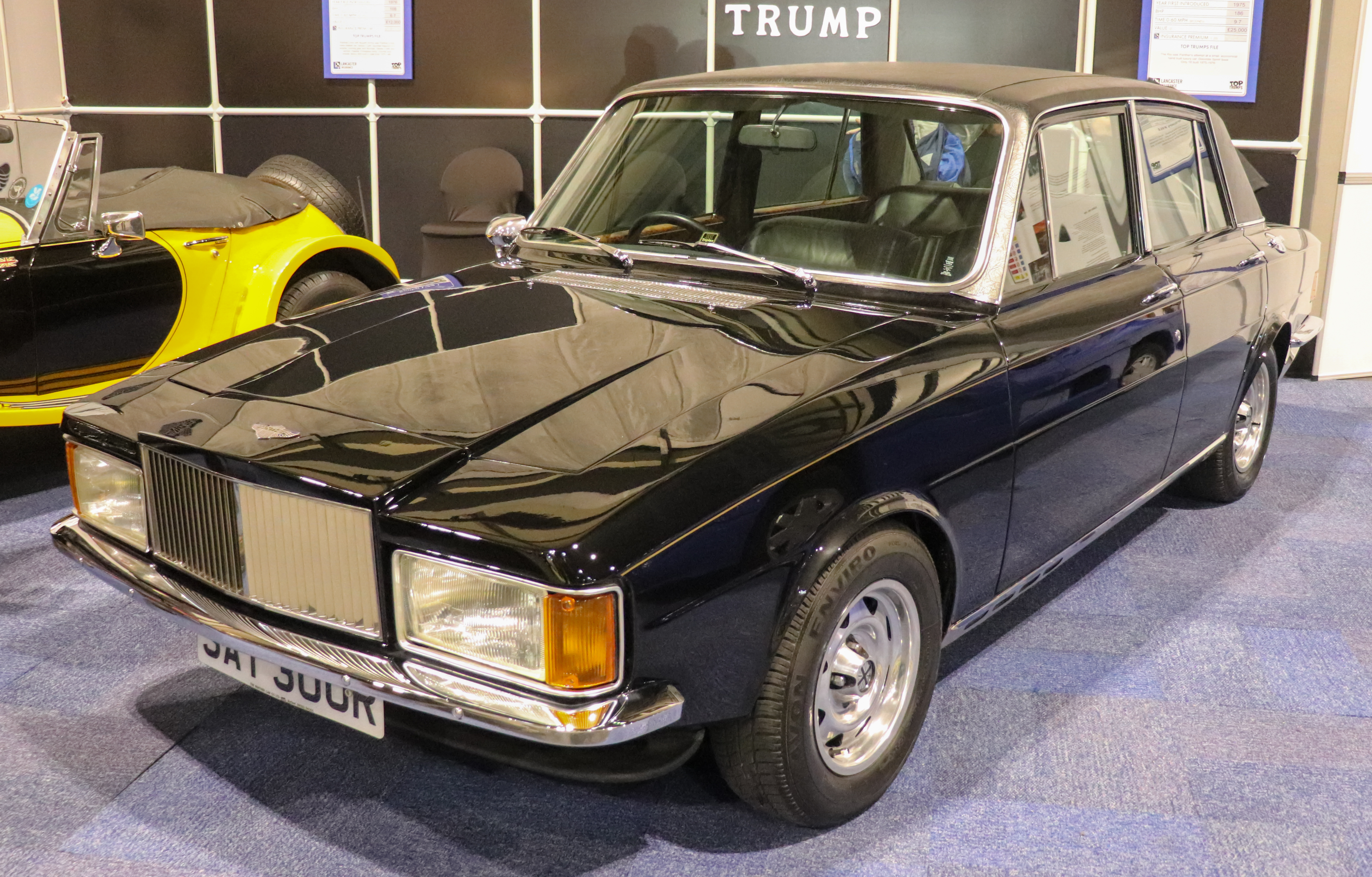
Una Panther Rio del 1977

Sulla base della Triumph Dolomite 1850HL e Sprint nacquero la Panther Rio e la Panther Rio Especiale, entrambe dotate di carrozzeria con pannelli d'alluminio e di nuovi interni più lussuosi.
Due diverse kit car utilizzavano invece la meccanica della Dolomite, in modo particolare quella della Sprintː la Latham F2, una spider con carrozzeria in vetroresina, e le prime Robin Hood S7, repliche della più famosa Lotus Seven. Successivamente le S7 vennero basate su modelli Ford.